# ویلیامز کمپانیز
ویلیامز کمپانیز (به انگلیسی: Williams Companies) شرکت نفت و گاز آمریکایی است، که در زمینه پالایش، انتقال و توزیع گاز طبیعی، انتقال نفت خام، همچنین تولید برق فعالیت می‌کند.
شرکت ویلیامز در سال ۱۹۰۸ دیوید و میلر ویلیامز در شهر فورت اسمیث، آرکانزاس تأسیس شد و در حال حاضر در فهرست ۵۰۰ شرکت بزرگ ایالات متحده تحت عنوان فهرست فرچون ۵۰۰ قرار دارد.
دفتر مرکزی این شرکت در شهر تالسا، اوکلاهوما، ایالات متحده آمریکا قرار دارد و بخشی از سهام آن در بازار بورس نیویورک معامله می‌شود و جزئی از شاخص اس اند پی ۵۰۰ به‌شمار می‌آید.